# Charles Calvert
Pour le réalisateur, voir Charles Calvert (réalisateur).
Pour les articles homonymes, voir Charles Calvert (homonymie) et Calvert.
Charles Calvert (29 septembre 1699 - 24 avril 1751) est un noble Britannique et gouverneur de la Province du Maryland. Il hérite du titre de gouverneur à l'âge de quinze ans, à la mort de son père et son grand-père, quand la colonie est replacée par la monarchie britannique sous le contrôle de la famille Calvert, après sa saisie en 1688. En 1721, Charles assume le contrôle personnel du Maryland, y effectuant un bref voyage en 1732. Il reste par la suite en Angleterre, où il poursuit une carrière active dans la vie politique, devenant Lord de l'Amirauté de 1742 à 1744. Il est mort en 1751, en Angleterre, âgé de 52 ans.

## Famille
Charles Calvert est né en Angleterre le 29 septembre 1699, le fils aîné de Benedict Calvert, et Charlotte Lee. Sa grand-mère Charlotte FitzRoy, est la fille illégitime de Charles II, par sa maîtresse, Barbara Palmer.
Comme le reste de sa famille, Charles est élevé en catholique, mais est retiré de son école Jésuite, lorsque son père Benedict se convertit à l'Anglicanisme, en grande partie pour des raisons politiques. Désormais, le père et le fils suivent le culte dans l'Église d'Angleterre, au grand dam de Charles Calvert (3e baron Baltimore), qui confirme sa foi catholique, en dépit des inconvénients politiques, jusqu'à sa mort en 1715.

## Carrière politique

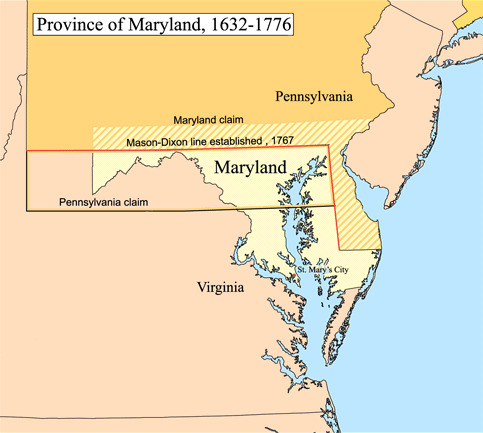
carte de la Province du Maryland montrant la zone en litige avec la Pennsylvanie.

En 1688, onze ans avant la naissance de Charles Calvert (1699-1751) la famille perd le titre de propriété de la Province du Maryland, à la suite des événements de la Glorieuse Révolution d'Angleterre. En 1689, la Charte Royale de la colonie est retirée, donnant le pouvoir à la Couronne Britannique. En 1715, lorsque Charles a quinze ans, son grand-père Charles Calvert, 3e baron Baltimore est mort, en passant son titre et son droit sur le Maryland à son fils Benedict Calvert, 4e baron Baltimore, (1679-1715). Benedict Calvert demande immédiatement à George Ier la restauration de la famille dans son titre sur le Maryland, mais, avant que le roi ne se prononce sur la pétition, Benedict Calvert lui-même meurt, deux mois seulement après son père, transmettant son titre à son fils Charles.
En 1721, Charles, âgé de 21 ans, prend le contrôle de la colonie du Maryland, mais il nomme son cousin Charles Calvert, capitaine dans les Grenadier Guards, en tant que gouverneur.
En 1722, Charles Calvert, cinquième baron Baltimore se retrouve en difficulté financière et vend Kiplin Hall, la maison de sa famille depuis 1620, au second mari de sa mère (son beau-père) Christopher Crowe pour environ 7 000 livres (environ £550 000 actuelles) (acheté plus tard en tant que patrimoine historique de l'État du Maryland par l'Université du Maryland).
En 1727, Lord Baltimore nomme son frère, Benedict Leonard Calvert, gouverneur de la colonie, en remplacement de son cousin le capitaine Calvert. La passation de pouvoir n'est pas facile. Le capitaine Calvert insiste sur le maintien des droits sur le tabac qui lui sont dus en vertu de la législation adoptée en 1727. Benedict ne cède pas, son jeune frère Cecil lui écrit que l'opinion en Angleterre est consternée par le comportement du capitaine Calvert et le "pense fou".
Malheureusement, la santé de Benedict Leonard est mauvaise et il meurt de la tuberculose le 1er juin 1732, de retour en Angleterre. Il est remplacé en 1732 par le gouverneur Samuel Ogle qui engage le Maryland dans un conflit de frontière avec la Pennsylvanie. Plusieurs colons sont faits prisonniers sur les deux côtés et Penn envoie un comité au gouverneur Ogle pour résoudre la situation. Des émeutes éclatent dans le territoire contesté et Ogle appelle le roi pour le résoudre.
Face à cette situation, Charles vient dans le Maryland et assume personnellement la charge de la colonie, en 1732, devenant le gouverneur pour une brève période. Son but est principalement de régler le litige avec la Pennsylvanie, ainsi que de répondre à d'autres questions urgentes. Des combats éclatent à la frontière de la Pennsylvanie, des loyalistes tels que Thomas Cresap s'engageant dans de violents échanges avec des Pennsylvanians.
Malheureusement pour les Marylanders, Charles, involontairement, convient d'un règlement du différend territorial avec la Pennsylvanie, basé sur une carte inexacte, à l'aide de calculs de latitude et de longitude, qui sont soit mal ou ont été volontairement omis. Réalisant son erreur, Lord Baltimore revient sur l'accord, mais en 1735, La Pennsylvanie lance un procès, devant la Cour de la Chancellerie à Londres, pour faire respecter la loi. La procédure est très lente et un verdict final n'a pas été produit qu'en 1750, lorsque Philip Yorke (1er comte de Hardwicke) tranche en faveur des revendications de la Pennsylvanians dans tous les domaines.
En 1732, Calvert retourne en Angleterre, en laissant le gouvernement du Maryland dans les mains du gouverneur Samuel Ogle, et poursuit une carrière politique. Il est un membre de la Société Royale et un ami de Frédéric de Galles qui est prince de Galles et le fils aîné du Roi George II d'Angleterre. Il est Gentilhomme de la Chambre du prince de Galles entre 1731 et 1747, est élu député pour St Germains de 1734 à 1741, et le Surrey de 1741 à 1751. Il est Lord de l'Amirauté de 1742 à 1744, et de 1747 à 1751. Il est Arpenteur-Général du duché de Cornouailles. En outre, il est Cofferer de la maison du prince de Galles de 1747 à 1751.
Calvert est en mesure de siéger à la Chambre des Communes en tant que membre de la Pairie d'Irlande. Les pairies irlandaises sont souvent utilisées comme un moyen de créer des pairs qui n'ont pas de siège à la Chambre des Lords et ainsi permettre aux bénéficiaires de siéger à la Chambre des Communes à Londres. En conséquence, de nombreux pairs irlandais n'avaient peu ou pas de liens avec l'Irlande.
George II dit de Charles Calvert: "il est mon Seigneur Baltimore, qui pense qu'il comprend tout, et n'y comprend rien: qui veut être bien avec les deux Tribunaux et il est bien avec l'autre, et qui, entre nous, est un peu fou."

## Mariage et descendance

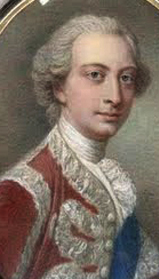
Charles est remplacé par son fils aîné Frédéric Calvert, 6e baron Baltimore.

Le 20 juillet 1730 Charles épouse Marie Janssen, qui est décédé à Chaillot, à Paris, le 25 mars 1770, la fille de Sir Théodore Janssen, 1er baronnet, et Williamza ou Williamsa Henley, qui est aussi la belle-sœur de Thomas Bladen. Charles et Marie ont trois enfants:
- Frederick Calvert (6e baron Baltimore) (6 février 1731 – 4 septembre 1771), qui remplace son père comme 6e et dernier Seigneur de Baltimore, mais il mène une vie d'oisiveté et de scandale.
- Caroline Calvert (en), née vers 1745, qui, le 26 avril 1763 épouse Sir Robert Eden (1er baronnet) du Maryland, le dernier gouverneur de la colonie du Maryland. Son régime est renversé lors des événements de la Révolution américaine en 1774.
- Louisa Calvert, mariée à John Browning. À la mort de son frère Frédéric, en 1771, Louisa attaque son testament, en faisant valoir qu'elle devait hériter de la propriété du Maryland, plutôt que le fils illégitime du défunt, Henry Harford. Avant que le procès ait été tranché, le Maryland, est devenu un État indépendant des États-Unis d'Amérique[12].

Charles a également un fils illégitime, Benedict Swingate Calvert (en), né vers 1730-32. L'identité de sa mère n'est pas claire, mais H. S. Lee Washington, dans le New England Historic Genealogical Society suggère qu'elle était Melusina von der Schulenburg, comtesse de Walsingham,,,. Melusina est la fille de George Ier d'Angleterre et de sa maîtresse, Mélusine von der Schulenburg.
Quelle que soit la vérité de cela, il semble probable que la mère de Calvert est une personne de haut rang. Selon une lettre de la belle-fille de Benedict, Rosalie Stier Calvert datée du 10 juin 1814, sa mère a été une femme "de rang le plus élevé en Angleterre".
En 1742, âgé d'environ dix ou douze ans, le jeune Benedict est allé en Amérique et est placé sous la garde de M. George H. Steuart, un médecin d'Annapolis et un allié politique des Calvert.
Il semble Charles Calvert a eu deux autres enfants illégitimes par Cecil Mignon Bressan (b. 1717), fille de Pierre Bressan: Charles Cecil Bressan Calvert et Auguste Bressan Calvert.

## Woodcote Parc

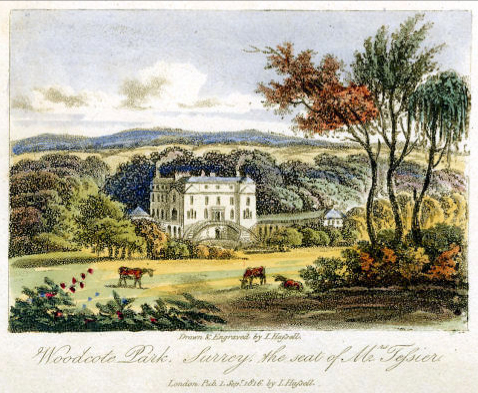
Woodcote Parc dans une gravure de John Hassell vers 1816

Charles a vécu avec sa famille à Woodcote Parc à Epsom, Surrey, un grand domaine à l'origine construit au XVIIe siècle par Richard Evelyn, le frère de John Evelyn le diariste. Il apporte beaucoup de changements à la maison, bien que ses frères se sont plaints qu'il a "tout tiré vers le bas" et "rien terminé".

## La mort et l'héritage
Charles est décédé en 1751, et est remplacé par son fils aîné, Frédéric Calvert, 6e Baron de Baltimore. Contrairement à son père, Frédéric Calvert a peu d'intérêt pour la politique et le traitement de ses dossiers, y compris pour le Maryland, les voyant comme de simples sources de revenus pour se laisser aller à ses appétits, qui sont considérables. En 1776 Le Maryland est entrainé dans la Révolution américaine et la famille Calvert perd le contrôle de la colonie pour de bon.
Le portrait de Charles Calvert ainsi que ceux des autres Barons Baltimore, est toujours accroché dans le Enoch Pratt Free Library de Baltimore, la ville qui porte son nom de famille.
L'historien Thomas Carlyle décrit Calvert comme "quelque chose de fou, à en juger par son visage dans les portraits, et par certaines de ses actions dans le monde".
Le drapeau officiel de l'État du Maryland, unique parmi les cinquante états, porte encore les armes des barons Baltimore à ce jour.

## Sources
- Andrews, Matthieu Page, l'Histoire du Maryland, Doubleday, New York (1929).
- Hoffman, Ronald, les Princes de l'Irlande, les Planteurs du Maryland: Carroll Saga, 1500-1782 Récupéré le 9 août 2010
- Yentsch, Anne E, Un de Chesapeake Famille et leurs Esclaves: une Étude en Archéologie Historique, Cambridge University Press (1994)